# Saint-Mathurin-sur-Loire
Pour les articles homonymes, voir Saint-Mathurin (homonymie).
Saint-Mathurin-sur-Loire est une ancienne commune française située dans le département de Maine-et-Loire, en région Pays de la Loire, devenue le 1er janvier 2016, une commune déléguée de la commune nouvelle de Loire-Authion.

## Géographie

### Localisation

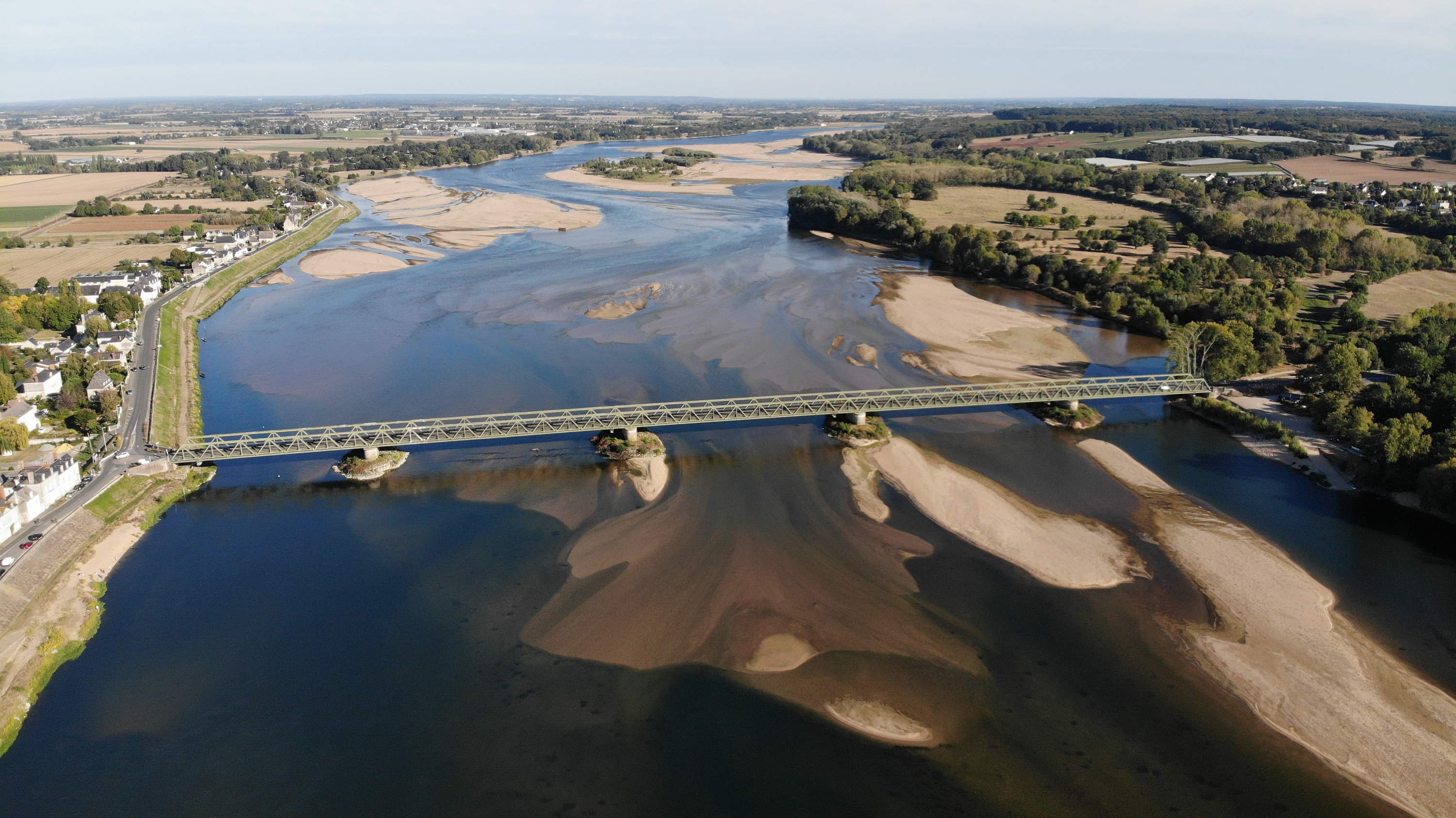
La Loire et le pont de la RD 55. Saint-Mathurin est à gauche.

Commune angevine implantée sur la rive nord de la Loire, Saint-Mathurin-sur-Loire est située entre La Bohalle et La Ménitré, dans le Val de Loire, à 20 km à l'est d'Angers, sur l'axe Angers - Saumur. Elle fait partie du parc naturel régional Loire-Anjou-Touraine. Elle comprend le lit mineur de la Loire, où s'écoule le fleuve, et le lit majeur, où l'on trouve le village et des exploitations agricoles. La Loire est la limite naturelle de la commune au Sud, avec possibilité de la traverser grâce à un pont (RD 55) permettant de rejoindre la commune limitrophe de Saint-Rémy-la-Varenne.

### Voies de communication et transports
Une gare SNCF desservie par les TER Pays de la Loire se trouve au cœur du village.

## Toponymie
Dans la période récente la commune va changer de dénomination à plusieurs reprises : à sa création, en 1790, elle se nomme Saint-Mathurin, puis, pendant la Révolution elle devient Port-de-la-Vallée,, retrouve son nom de Saint-Mathurin à la fin de la période de la Convention (1795) et, en 1974, elle devient Saint-Mathurin-sur-Loire,.
Les habitants se nomment les Mathurinois

## Histoire
Les origines de la commune sont liées à l'anthropisation progressive de la vallée de l'Authion à partir de la fin du XIIe siècle. La construction de la levée sur la Loire permet aux hommes d'exploiter de nouvelles terres fertiles. La toponymie telle que le lieu-dit la Grange témoigne de cette activité agricole.
La première mention d'une occupation humaine sur le territoire de la commune remonte à 1399. Le seigneur du Verger crée "une pauvre chapelle ou aumosnerie" à Saint-Mathurin. Saint-Mathurin fait alors encore partie de la paroisse de Saint-Rémy-la-Varenne. Le 22 mars 1406, un décret épiscopal érige la chapelle en cure. La création de cette structure proche de la paroisse témoigne de l'importance de la population à cette période et marque une certaine émancipation par rapport au territoire de la rive sud.
En 1548, une nouvelle église est construite sur l'actuelle place de l'église.

Au XVIIIe siècle, la commune est marquée par le développement de la culture du chanvre. Saint-Mathurin est une interface importante. Ses cales et son port permettent de faire transiter le produit des récoltes sur la Loire. Sur la levée, l'interdiction de bâtir datée de 1668, marque l'architecture du XVIIIe siècle par de nombreux édifices bâtis en retrait de la digue. Cette interdiction est nuancée à partir de 1783 par un nouveau règlement qui autorise la construction sur la levée à condition que les fondations n'aient pas plus d'un pied ou dix-huit pouces de profondeur (entre 32 et 48 cm). Ce tournant de la réglementation marque une appropriation progressive de la levée par des édifices de la fin du XVIIIe et tout au long du XIXe siècle.
Au début du XIXe siècle la population et le territoire de la commune évoluent, on observe une augmentation sur les courbes de la population à la suite de l'intégration de la paroisse de Saint-Marsaulaie entre 1795 et 1800. La diminution en 1824 est due à la partition de la Ménitré.
Les années 1840 marquent un tournant dans l'histoire de la ville. Entre 1840 et 1846, une nouvelle église est construite par l'architecte Villers en retrait de la plus ancienne qui n'est détruite qu'en 1856. 1846 est aussi l'année de l'inauguration d'un pont qui relie la commune à Saint-Rémy-la-Varenne et qui place désormais Saint-Mathurin comme un point de passage incontournable sur la route entre Angers et Saumur. Enfin, en 1849 l'inauguration de la gare scelle l'entrée de la ville dans la modernité avec le passage du chemin de fer qui est la cause du déclin de la marine sur Loire à partir de la seconde moitié du XIXe siècle touchant profondément la commune.
En fin d'année 2015, les communes d'Andard, Bauné, La Bohalle, Brain-sur-l'Authion, Corné, La Daguenière et Saint-Mathurin-sur-Loire se regroupent pour former la commune nouvelle de Loire-Authion.

## Politique et administration

### Administration municipale

#### Administration actuelle
Depuis le 1er janvier 2016 Saint-Mathurin-sur-Loire constitue une commune déléguée au sein de la commune nouvelle de Loire-Authion et dispose d'un maire délégué.
| Période                                  | Période  | Identité           | Étiquette      | Qualité                        |
| ---------------------------------------- | -------- | ------------------ | -------------- | ------------------------------ |
| janvier 2016                             | mai 2020 | Jean-Charles Prono | proche de LREM |                                |
| mai 2020                                 |          | Bernard Aubin      |                | Retraité des Pompiers de Paris |
| Les données manquantes sont à compléter. |          |                    |                |                                |

#### Administration ancienne
| Période                                  | Période       | Identité           | Étiquette      | Qualité |
| ---------------------------------------- | ------------- | ------------------ | -------------- | --- |
| Les données manquantes sont à compléter. |               |                    |                | |
| mai 1929                                 | ?             | Auguste Lemoine    |                | |
| 1945                                     | 1947          | Damien Valty       |                | Notaire |
| juin 1947                                | mars 1959     | Louis Lemoine      |                | |
| mars 1959                                | mars 1977     | Félix Anquetin     |                | |
| mars 1977                                | mars 1989     | Jean Gaignard      |                | |
| mars 1989                                | mars 2008     | Jean-Marc Verchère | UDF puis Modem | Ingénieur, directeur général adjoint des services Président de la CC de la Vallée-Loire-Authion (1996 → 2008) Maire d'Angers (2022 → ) |
| mars 2008                                | décembre 2015 | Jean-Charles Prono | DVD            | Directeur d'Ehpad |

### Intercommunalité
La commune est membre jusqu'en 2015 de la communauté de communes de la Vallée-Loire-Authion, elle-même membre du syndicat mixte Pays Loire-Angers. L'intercommunalité est dissoute le 31 décembre 2015.

## Population et société

### Évolution démographique
L'évolution du nombre d'habitants est connue à travers les recensements de la population effectués dans la commune depuis 1793. À partir du 1er janvier 2009, les populations légales des communes sont publiées annuellement dans le cadre d'un recensement qui repose désormais sur une collecte d'information annuelle, concernant successivement tous les territoires communaux au cours d'une période de cinq ans. 
Pour les communes de moins de 10 000 habitants, une enquête de recensement portant sur toute la population est réalisée tous les cinq ans, les populations légales des années intermédiaires étant quant à elles estimées par interpolation ou extrapolation. Pour la commune, le premier recensement exhaustif entrant dans le cadre du nouveau dispositif a été réalisé en 2005,.
En 2013, la commune comptait 2 439 habitants, en évolution de +3,39 % par rapport à 2008 (Maine-et-Loire : +3,3 %, France hors Mayotte : +2,49 %).
| 1793  | 1800  | 1806  | 1821  | 1831  | 1836  | 1841  | 1846  | 1851  |
| ----- | ----- | ----- | ----- | ----- | ----- | ----- | ----- | ----- |
| 1 692 | 2 950 | 3 067 | 3 258 | 2 702 | 2 758 | 2 763 | 2 788 | 2 931 |

| 1856  | 1861  | 1866  | 1872  | 1876  | 1881  | 1886  | 1891  | 1896  |
| ----- | ----- | ----- | ----- | ----- | ----- | ----- | ----- | ----- |
| 2 925 | 2 860 | 2 718 | 2 560 | 2 509 | 2 366 | 2 260 | 2 184 | 2 070 |

| 1901  | 1906  | 1911  | 1921  | 1926  | 1931  | 1936  | 1946  | 1954  |
| ----- | ----- | ----- | ----- | ----- | ----- | ----- | ----- | ----- |
| 1 991 | 2 007 | 2 028 | 1 764 | 1 752 | 1 738 | 1 692 | 1 755 | 1 764 |

| 1962  | 1968  | 1975  | 1982  | 1990  | 1999  | 2005  | 2010  | 2013  |
| ----- | ----- | ----- | ----- | ----- | ----- | ----- | ----- | ----- |
| 1 779 | 1 758 | 1 705 | 1 927 | 1 995 | 2 228 | 2 323 | 2 374 | 2 439 |

### Pyramide des âges
La population de la commune est relativement âgée. Le taux de personnes d'un âge supérieur à 60 ans (24,5 %) est en effet supérieur au taux national (21,8 %) et au taux départemental (21,4 %).
Contrairement aux répartitions nationale et départementale, la population masculine de la commune est supérieure à la population féminine (50 % contre 48,7 % au niveau national et 48,9 % au niveau départemental).
La répartition de la population de la commune par tranches d'âge est, en 2008, la suivante :
- 50 % d’hommes (0 à 14 ans = 20,8 %, 15 à 29 ans = 15,5 %, 30 à 44 ans = 21,9 %, 45 à 59 ans = 21,2 %, plus de 60 ans = 20,6 %) ;
- 50 % de femmes (0 à 14 ans = 18,4 %, 15 à 29 ans = 11,9 %, 30 à 44 ans = 21,8 %, 45 à 59 ans = 19,5 %, plus de 60 ans = 28,3 %).

| Hommes | Classe d’âge | Femmes |
| ------ | ------------ | ------ |
| 1,1    | 90 ans ou +  | 3,5    |
| 6,0    | 75 à 89 ans  | 10,7   |
| 13,5   | 60 à 74 ans  | 14,1   |
| 21,2   | 45 à 59 ans  | 19,5   |
| 21,9   | 30 à 44 ans  | 21,8   |
| 15,5   | 15 à 29 ans  | 11,9   |
| 20,8   | 0 à 14 ans   | 18,4   |

| Hommes | Classe d’âge | Femmes |
| ------ | ------------ | ------ |
| 0,4    | 90 ans ou +  | 1,1    |
| 6,3    | 75 à 89 ans  | 9,5    |
| 12,1   | 60 à 74 ans  | 13,1   |
| 20,0   | 45 à 59 ans  | 19,4   |
| 20,3   | 30 à 44 ans  | 19,3   |
| 20,2   | 15 à 29 ans  | 18,9   |
| 20,7   | 0 à 14 ans   | 18,7   |

### Vie locale
Espace art contemporain de l'association « À vous de voir » : des expositions de peintures, sculptures et photographies.
Fête : 2e dimanche de mai, 14 juillet.
Activités : baignades, poney-club, randonnées.

## Économie
Sur 162 établissements présents sur la commune à fin 2010, 22 % relevaient du secteur de l'agriculture (pour une moyenne de 17 % sur le département), 8 % du secteur de l'industrie, 12 % du secteur de la construction, 40 % de celui du commerce et des services et 18 % du secteur de l'administration et de la santé.
Ressources et productions : maïs semence, échalotes, asperges, mâches, millet, graines potagères, jeunes plants de pépinière.
Marché hebdomadaire, le mardi.
Hébergements : gîtes ruraux, chambres d'hôtes.

## Culture locale et patrimoine

### Monuments et lieux touristiques
Généralités historiques
- Aumônerie sur la levée au XIVe siècle.
- Paroisse fondée au XVe siècle à l'abri de la levée.

Architecture civile
- Maison dite "logis de l'Ecce Homo"* XVe/XVIe siècle (IMH).
Des travaux importants sur le bâtiment ont montré qu'il s'agit d'un bâtiment du XIIe-XIIIe siècles, dépendant sans doute du prieuré de Saint-Rémy-la-Varenne, en face, appartenant à des moines bénédictins de Saint-Aubin. C'est l'un des restes d'un ensemble plus important nommé Le bourg Jolly. Au XVe siècle le logis fut remanié, vraisemblablement par le roi René, qui y a laissé des traces. Un numéro des cahiers de la maison de la Loire en Anjou, est consacré au Logis de l'Ecce Homo.
- Logis noble XVIIIe siècle de La Marsaulaye, cheminées XVIIe siècle (IMH).

Architecture sacrée
- Église Saint-Mathurin XIXe siècle néo-grec (IMH) : crucifix de bois XVIIe siècle.
- Chapelle XVe siècle (IMH) à La Marsaulaye : deux statues* XVe/XVIIe siècle de bois et de pierre (volées en 1976).

Musée
- La Maison de Loire en Anjou, acteur relais de la Mission Val de Loire UNESCO, lieu d'interprétation ; parcours de découverte.

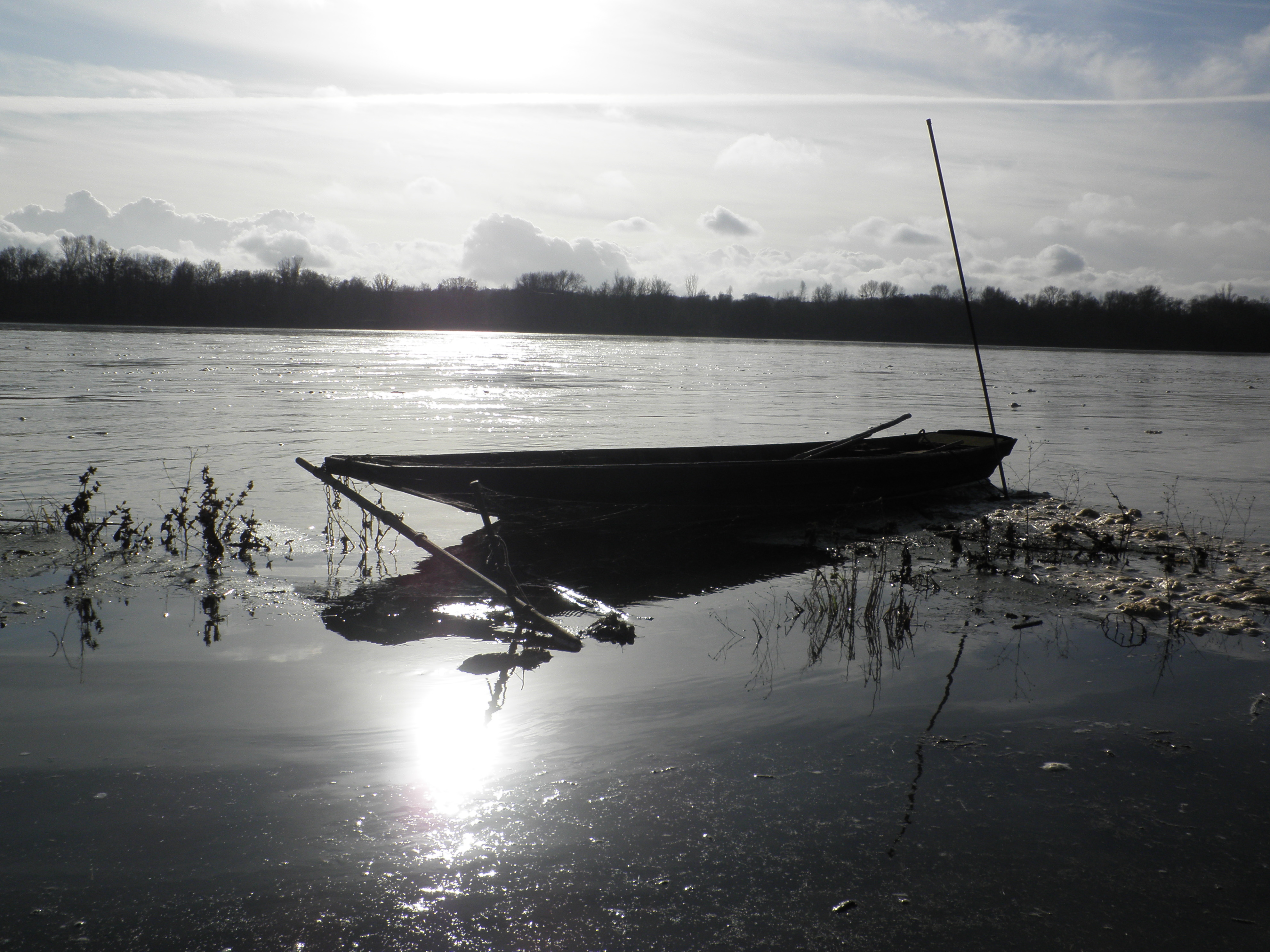
Une barque sur la Loire à Saint-Mathurin-sur-Loire en décembre 2009.

### Patrimoine naturel
- Rives de la Loire
- Porte du Parc naturel régional Loire-Anjou-Touraine.
- Observatoire de la faune et de la flore sur les îles et sur les berges.

### Personnalité liée à la commune
- Louis Pierre Lorier (1756-1835), homme politique né à Saint-Mathurin-sur-Loire,
- Josep Grau-Garriga (1929-2011), peintre et lis.sier (tapisseries de haute laine) contemporain, né à Sant Cugat del Vallès (Catalogne-Espagne) et mort sur la commune.
- Jean Commère (1920-1996), peintre figuratif et sculpteur, né à Angers et mort à Saint Mathurin. Une rue porte son nom.

### Héraldique, logotype et devise
|  | Les armes de la commune se blasonnent ainsi : D'argent, à la nef de marinier voguant sur une terrasse ondée d'azur, au chef d'azur, à trois fleur de lys d'or. |